# Rick Margitza

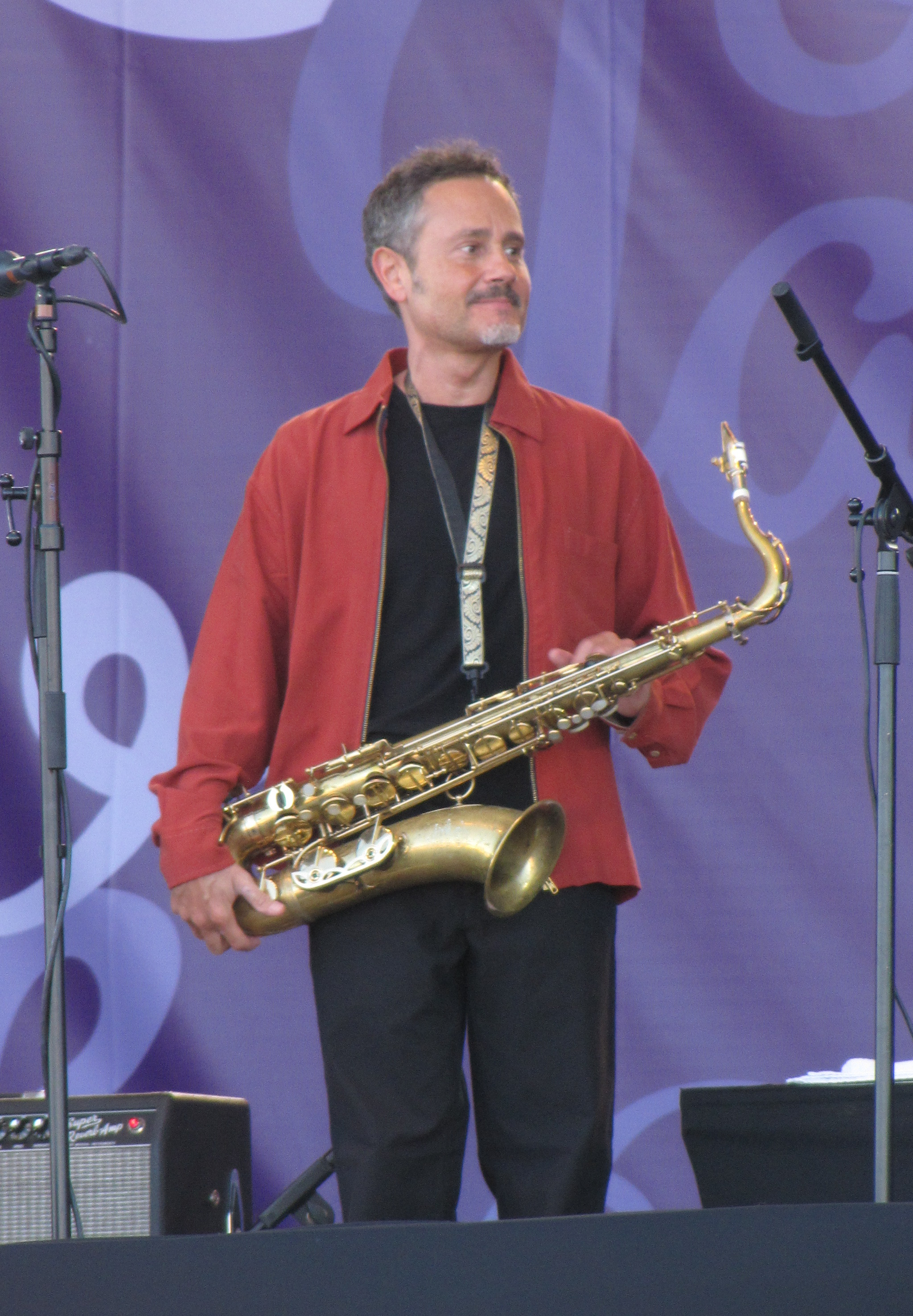
Rick Margitza (2012)

Richard Dean „Rick“ Margitza (* 24. Oktober 1961 in Detroit, Michigan) ist ein US-amerikanischer Jazz-Saxophonist und Komponist.

## Leben und Wirken
Margitzas Vorfahren waren aus der Slowakei stammende Roma. Sein Großvater väterlicherseits spielte ungarische Zigeunermusik auf der Violine, der Großvater mütterlicherseits war Jazzbassist, sein Vater klassischer Violinist; er spielte über dreißig Jahre im Detroit Symphony Orchestra. So erlernte Margitza bereits im Alter von vier Jahren das Violinspiel, später kam eine klassische Klavierausbildung hinzu.
Unter dem Eindruck der Musik von Charlie Parker wechselte er an der Junior High School zum Saxophon. Er studierte dann am Berklee College of Music in Boston, der University of Miami und der Loyola University in New Orleans. Er lebte vier Jahre in New Orleans, bevor er mit Maynard Ferguson, Flora Purim und Airto Moreira 1988 nach New York City ging, wo er von Miles Davis für eine Europatournee engagiert wurde. Bereits 1989 erschien bei Blue Note sein erstes Album als Bandleader, dem bislang neun weitere folgten. Daneben arbeitete er auch mit Eddie Gomez, Tony Williams, Bobby Hutcherson, Maria Schneider, McCoy Tyner und Chick Corea. In Deutschland ist er seit 2013 regelmäßig mit Peter Protschka zu hören. 
Margitza komponierte ein Saxophonkonzert und zwei Sinfonien für Orchester.

## Diskographische Hinweise
- Color, 1989
- Hope, 1990
- This is New, 1991
- Hands of Time, 1995
- Work It, 1995
- Game of Chance, 1997
- Heart of Hearts, 2000
- Memento, 2001
- Bohemia, 2004
- Second Home, 2006
- Tony Lakatos, Rick Margitza, Gábor Bolla: Gypsy Tenors, 2017 (Skip)
- South Florida Jazz Orchestra: Cheap Thrills: The Music Of Rick Margitza, 2020
- Sacred Hearts, 2021